# Muzyka od środka
Muzyka od środka – album Wojciecha Waglewskiego zawierający muzykę do filmu Kroniki domowe w reżyserii Leszka Wosiewicza.  Płyta jest czasami zaliczana do oficjalnej dyskografii Voo Voo.

(...) O moim udziale w „Kronikach domowych” Leszka Wosiewicza zadecydował pewien typ wspomnień. (...) Leszek zauroczył mnie opisem pewnej, bardzo mi bliskiej, małomiasteczkowej atmosfery. Akcja filmu rozgrywa się niedaleko Nowego Sącza, gdzie mieszkałem do piątego roku życia i mimo że dotyczy czasów nieco wcześniejszych, tuż powojennych. odnajduję sporo podobieństw. A jeśli chodzi o sprawy muzyczne: najbardziej utkwiły mi w pamięci dźwięki muzyki cygańskiej, Nowy Sącz był miasteczkiem otoczonym przez tabory. Pamiętam też muzykę żydowską oraz, oczywiście, całego Beskidu Sądeckiego. (...) Gdy usłyszałem, gdzie ma się rozgrywać cała historia, dźwięki od razu zaczęły układać się w całość, jak na płycie. Co więcej, Leszek zostawił mi bardzo dużą swobodę. Muzykę - jedenaście, dwanaście niezależnych fragmentów - pisałem do scenariusza, nie znałem obsady, nie widziałem zdjęć. Z kolei Leszek opowiadał, że czuł się wręcz zmuszony do zmiany pewnych scen, świateł, ujęć pod wpływem muzyki.

Album nominowany był do nagrody Fryderyki 1998 w kategorii „Album roku – muzyka alternatywna”.
Reedycja płyty w roku 2007 ukazała się jako jedna z trzech części Muzyki filmowej.

## Lista utworów
| 1.  | „I cóż że żal”                   | 2:54  |
|     |                                  |       |
| 2.  | „Ziutek”                         | 4:36  |
|     |                                  |       |
| 3.  | „Rużyłło”                        | 3:31  |
|     |                                  |       |
| 4.  | „Latający chłopczyk”             | 6:13  |
|     |                                  |       |
| 5.  | „Tam, w Bernie”                  | 0:58  |
|     |                                  |       |
| 6.  | „Opowieść bolesna”               | 8:10  |
|     |                                  |       |
| 7.  | „Szczypta skrzypiec”             | 4:12  |
|     |                                  |       |
| 8.  | „Dudka”                          | 6:06  |
|     |                                  |       |
| 9.  | „Hołubce”                        | 3:35  |
|     |                                  |       |
| 10. | „Harce w szparce”                | 3:44  |
|     |                                  |       |
| 11. | „I cóż że żal - remix policyjny” | 3:39  |
|     |                                  |       |
|     |                                  | 47:38 |
|     |                                  |       |

## Twórcy
Voo Voo:
- Wojciech Waglewski – śpiew, gitara
- Jan Pospieszalski – kontrabas
- Mateusz Pospieszalski – saksofon, śpiew (5, 7, 11)
- Piotr Żyżelewicz – perkusja

Gościnnie:
- Antoni Gralak – trąbka
- Sebastian Karpiel-Bułecka – skrzypce, śpiew (3, 6, 10)

## Single
- „I cóż że żal”